# 产业政策
产业政策是国家根据国民经济的内在要求，为提高产业素质，调整产业结构，从而调整供给结构和总量所采取的政策和措施的总和。由于市场机制对产业结构调节力度比较弱，而产业结构以及相关联的供给结构，又是宏观经济运行的重要经济变量。因此，必须由国家制定产业政策来进行调节。
产业政策一般是由四个方面的政策所组成：
1. 产业结构政策。
2. 产业组织政策。
3. 产业技术政策。
4. 本国产业与国际产业关系的政策。

## 成功例子
台湾半导体产业

## 对产业政策的批评
中国汽车产业政策被批评为对中国汽车制造业产生了不利的影响。